# Franco martinicano
Il franco martinicano è stato la valuta della Martinica fino al 2002. Era suddiviso in 100 centime.

## Storia
Tra il 1855 e il 1961 circolò il franco francese insieme a banconote emesse specificatamente per Martinica, mentre tra il 1961 e il 1975 circolò insieme a banconote emesse per Martinica, Guyana francese e Guadalupa (collettivamente note come le Antille francesi).

## Monete
Nel 1897 e nel 1922 furono emesse monete in cupronichel da 50 centime e 1 franco.
| Immagine | Valore     | Parametri tecnici | Parametri tecnici | Parametri tecnici | Descrizione | Descrizione | Data di emissione |
| Immagine | Valore     | Diametro          | Massa             | Composizione      | Bordo       | Forma       | Data di emissione |
| -------- | ---------- | ----------------- | ----------------- | ----------------- | ----------- | ----------- | ----------------- |
|          | 50 centime | 23 mm             | 4,91 g            | Cupronichel       | Liscio      | Circolare   | 1897              |
|          | 1 franco   |                   |                   | Cupronichel       |             |             | 1897              |

## Banconote
Nel 1855 il Tesoro Coloniale introdusse buoni di cassa (bons de caisse) da 1 e 5 franchi, seguiti nel 1884 da quelli da 2 e 10 franchi.
Nel 1874 la Banca della Martinica (Banque de la Martinique) introdusse le banconote da 5 franchi, seguite da quelle da 100 e 500 franchi nel 1905, da quelle da 1 e 2 franchi nel 1915 e da quelle da 25 franchi nel 1922. Tra il 1942 e il 1945 fu emessa dalla Banca della Martinica una serie finale di banconote in tagli da 5, 25, 100 e 1 000 franchi.
Nel 1944 la Cassa Centrale della Francia Libera (Caisse Centrale de la France Libre) introdusse le banconote da 1 000 franchi. Lo stesso anno la Cassa Centrale della Francia d'Oltremare (Caisse Centrale de la France d'Outre Mer) introdusse le banconote da 10, 20, 100 e 1 000 franchi. Nel 1947 fu introdotta una nuova serie di banconote con tagli da 5, 10, 20, 50, 100, 500, 1 000 e 5 000 franchi. Queste banconote condividevano il disegno con quelle emesse per la Guyana francese e Guadalupa.
Nel 1961 le banconote da 100, 500, 1 000 e 5 000 franchi furono sovrastampate con il valore espresso in nuovi franchi (nouveax francs): 1, 5, 10 e 50 nuovi franchi. Lo stesso anno fu introdotta una nuova serie di banconote con i nomi di Guadalupa, Guyana francese e Martinica. Nel 1963 l'Istituto d'Emissione nei Dipartimenti d'Oltremare (Institut d'Emission des Départements d'Outre-Mer) prese il controllo sulla produzione di cartamoneta nei tre dipartimenti, emettendo banconote da 10 e 50 nuovi franchi. Queste furono seguite nel 1964 dalle banconote da 5, 10, 50 e 100 franchi, con l'eliminazione dell'aggettivo "nuovi".